# Storena sciophana
Storena sciophana är en spindelart som beskrevs av Simon 1901. Storena sciophana ingår i släktet Storena och familjen Zodariidae. Inga underarter finns listade i Catalogue of Life.